# Любовна флейта
Любовната флейта (на италиански: flauto d'amore; на френски: flûte d'amour) е музикален инструмент от семейството на флейтите, малко по-голяма от обикновената флейта. Тя е ниско траспониращ инструмент и заема мястото на мецосопран или контратенор. Тоновият ѝ обем е като този на обикновената флейта, но звучи малка терца по-ниско от написаната нота. През 18 век се употребява най-вече заради ниския регистър. В наши дни не се среща в музикалната практика.